# Emperipolesis

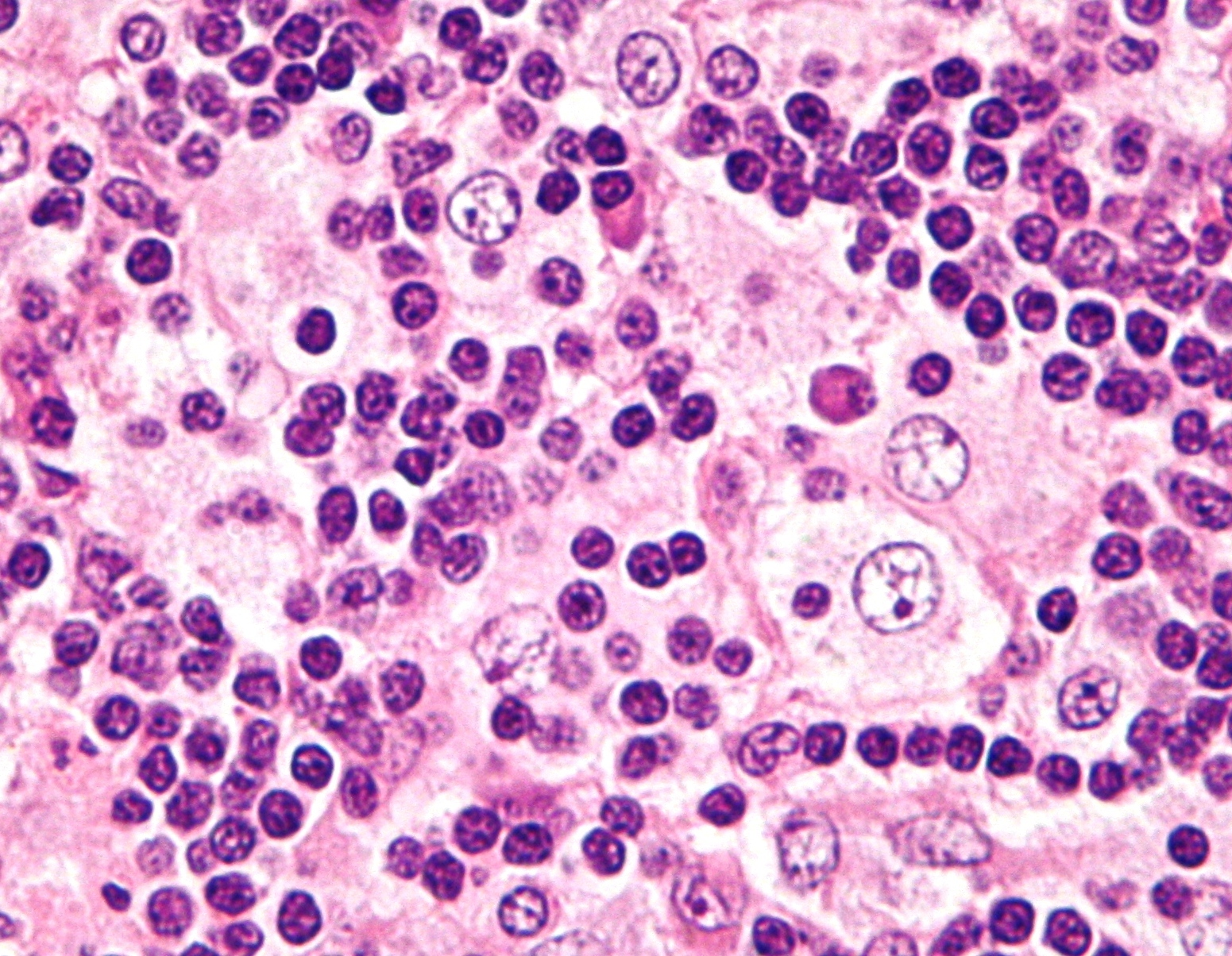
Mikrofoto von Emperipolesen bei der Rosai-Dorfman-Erkrankung. HE-Färbung.

Als Emperipolesis oder Emperipolese wird die Aufnahme oder Umhüllung von zum Beispiel lymphozytären Zellen durch andere Zellen bezeichnet. Im Gegensatz zur Phagozytose bleiben die umhüllten Zellen dabei intakt. Im normalen Knochenmark können Emperipolesen in Megakaryozyten auftreten, die hier andere Vorläuferzellen der Blutbildung umschlingen können.

## Pathologie
Bei der Rosai-Dorfman-Erkrankung, einer seltenen Erkrankung aus der Gruppe der Histiozytosen, ist das Auftreten von Emperipolesen charakteristisch: histologisch sind hier intakte Entzündungszellen in großen Histiozyten nachweisbar.
Auch bei anderen Erkrankungen kommen jedoch Emperipolesen vor: so können beispielsweise bei Leberentzündungen Emperipolesen mit intakten Lymphozyten in Hepatozyten auftreten, darunter auch die autoimmune Hepatitis. Neutrophile und Leukozyten können durch Endothelzellen migrieren (transzelluläre Migration, ähnlich der Leukodiapedese).

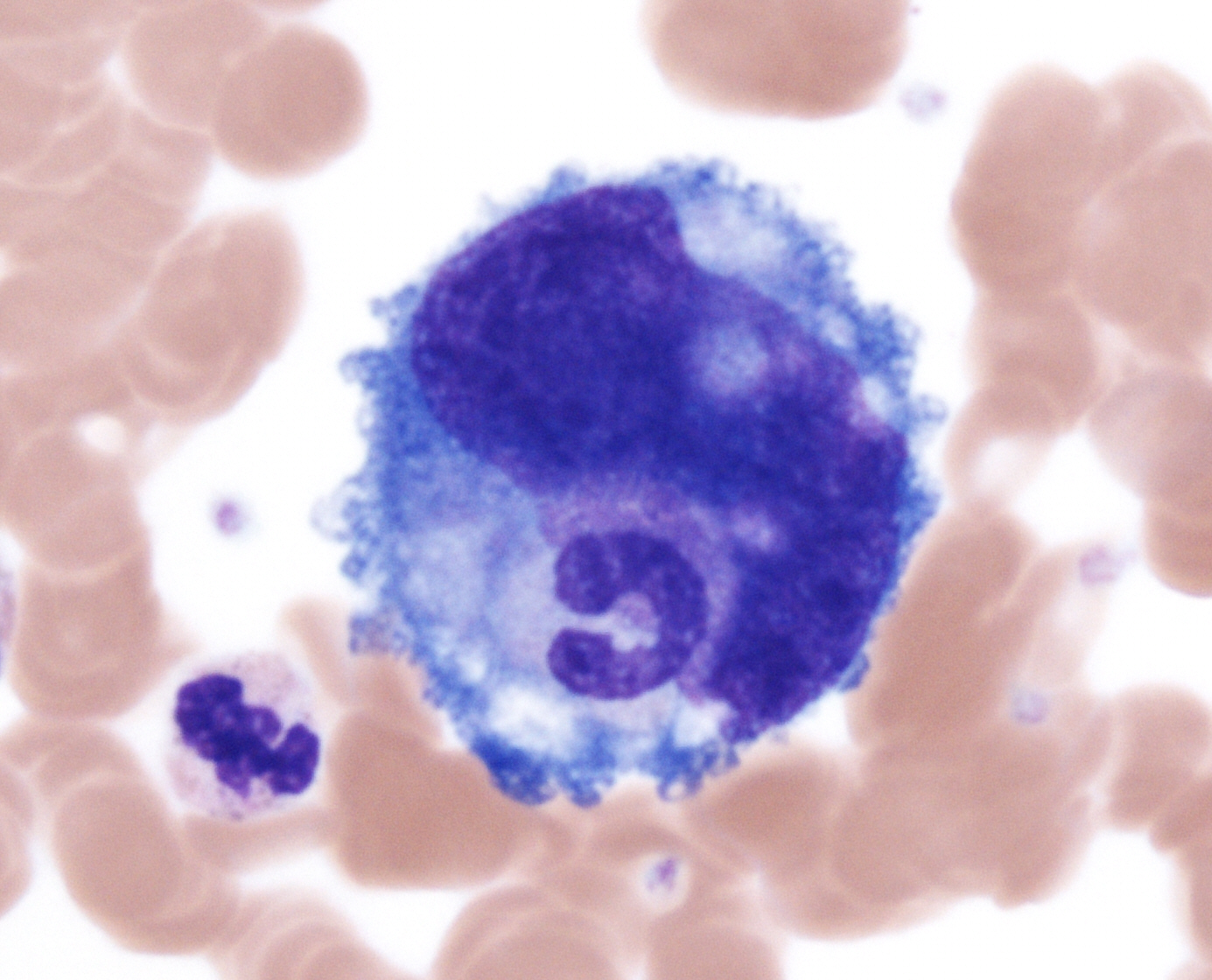
Neutrophiler Granulozyt in einer Megakaryozyte
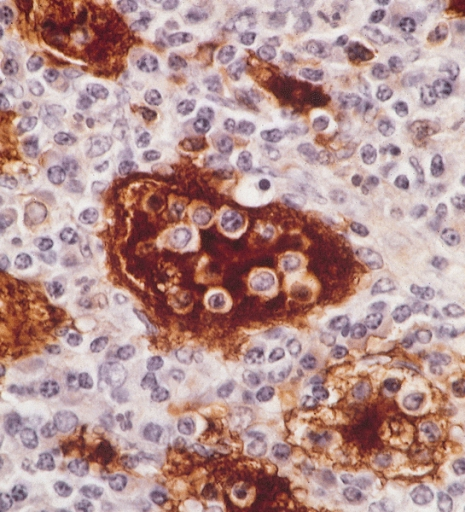
Emperipolesis bei der Rosai-Dorfman-Krankheit
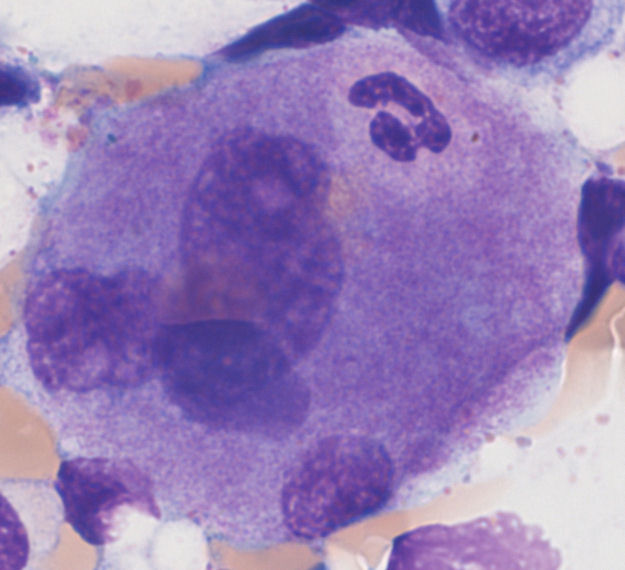
Neutrophiler Granulozyt in einer Megakaryozyte